# توقيت ذري عالمي

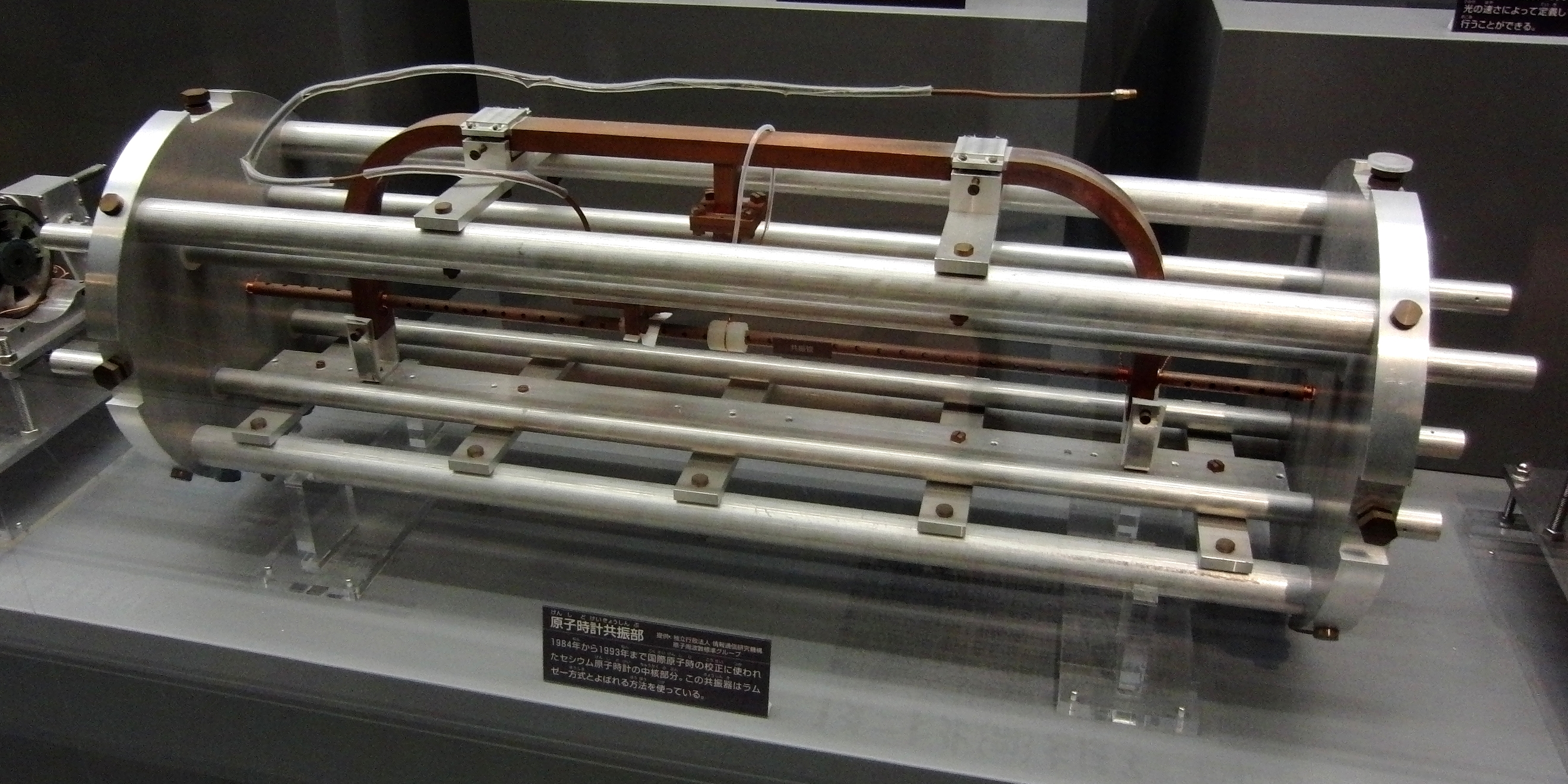

التوقيت الذري العالمي TAI هو توقيت ذري قياسي عالي الدقة، ينسب إلى الزمن النظري لمرور مجسم أرضي. هذا التوقيت هو الأساس للتوقيت العالمي المنسق (UTC)، والذي يستخدم لضبط الوقت في جميع أنحاء الأرض، كما يستخدم أيضًا للحسابات الفلكية. منذ 31 ديسمبر 2008 عندما تمت إضافة ثانية كبيسة مشاركة. وعندما أضيفت ثانية في 31 ديسمبر 2008 للتوقيت العالمي، أصبح التوقيت الذري العالمي متقدمًا على التوقيت العالمي المنسق بـ 34 ثانية على وجه الدقة. تلك الثواني نتجت عن فارق 10 ثواني بين التوقيتين منذ بداية استخدام التوقيت عام 1972، إضافة إلى 24 ثانية تأخير في التوقيت العالمي المنسق منذ عام 1972. وأضيفت ثانية أخرى في نهاية يوم 30 يونيو 2012. ومن ثم في نهاية يوم 30 يونيو 2015.
كان التوقيت الذري العالمي متزامنًا مع التوقيت العالمي عند بدايته عام 1958، ومع الوقت اختلفا نظرًا للتغيرات في حركة الأرض.